# Stăncuța (gmina)
Stăncuța – gmina w Rumunii, w okręgu Braiła. Obejmuje miejscowości Cuza Vodă, Polizești, Stanca i Stăncuța. W 2011 roku liczyła 3464 mieszkańców. 